# Seznam drobné sakrální architektury v Pražském Předměstí (Hradec Králové)
Seznam drobné sakrální architektury v Pražském Předměstí (Hradec Králové) má ve stručnosti podat přehled Božích muk, soch svatých či kapliček, jež jsou umístěny na katastru této městské části. Z původní bohatosti mnoho nezbylo. Co nebylo zničeno v souvislosti se stavbou pevnosti v letech 1766-1789, to nechal vyhodit do povětří pevnostní velitel generál Weigl v roce 1866.
| Objekt                         | Vzhled | Umístění                             | Popis |
| ------------------------------ | ------ | ------------------------------------ | --- |
| Kamenný kříž                   |        | Roh ulic Bezručovy a Farářství       | Z někdejšího ukřižování, které změnilo své umístěni v souvislosti se stavbou sídliště, zbyl pouze sokl s nápisem „Ke cti a chvále Boží postaveno od Tomáše Součka L.P. 1863.“ Dříve měla být při kříži socha Panny Marie a dřevěná zvonička. Zápisy v kuklenské kronice a přípis obyvatel Pražského Předměstí a Farářství z roku 1888 ohledně stavby zvoničky toto však vylučují. |
| Kamenný kříž                   |        | Ulice Červený Dvůr, před domem čp. 4 | Kříž byl postaven rodinou Králových, jejíž předci sem přišli kvůli zaměstnání na stavbě pevnosti v 18. století. Nese nápis: „Blahoslavení všickni, kteříž se bojí Hospodina, a kteříž chodí po cestách Jeho. Žalm 127. Nákladem FRANTIŠKA a ANNY manželův Králových L.P. 1878.“                                                                                                   |
| Socha svatého Jana Nepomuckého |        | Medkova ulice, zahrada domu čp. 1646 | Socha pochází z roku 1844 a nese přední nápis: „Chwalte Hospodina w swatých geho. Žalm 150,1.“ |